# ثمر (ذمار)
ثمر هي إحدى قرى الجمهورية اليمنية. تتبع جغرافيا لمحافظة ذمار وإداريًا لمديرية عنس. يبلغ تعداد سكانها 2020 نسمة حسب الإحصاء الذي أجري عام 2004.